# Erlongshan Linchang (bondby i Kina, Heilongjiang Sheng, lat 48,54, long 129,21)
Erlongshan Linchang (kinesiska: 二龙山林场) är en bondby i Kina. Den ligger i provinsen Heilongjiang, i den nordöstra delen av landet, omkring 370 kilometer nordost om provinshuvudstaden Harbin. Antalet invånare är 107. Befolkningen består av 47 kvinnor och 60 män. Barn under 15 år utgör 2,0 %, vuxna 15-64 år 82 %, och äldre över 65 år 14,0 %.
Runt Erlongshan Linchang är det ganska glesbefolkat, med 40 invånare per kvadratkilometer. Närmaste större samhälle är Tangbei Linchang, 15,5 km sydväst om Erlongshan Linchang. I omgivningarna runt Erlongshan Linchang växer i huvudsak blandskog.
Genomsnittlig årsnederbörd är 1 017 millimeter. Den regnigaste månaden är juli, med i genomsnitt 253 mm nederbörd, och den torraste är januari, med 11 mm nederbörd.